# Ларрі Трамбле
Ларрі Трамблє (англ. Larry Tremblay; 17 квітня 1954) — канадський (Квебек) письменник, поет і драматург.

## Біографія
Народився 17 квітня 1954 року в Шикутімі (Сагне, Квебек), яке часто присутнє в його творчості.
Після отримання ступеня магістра по театру в Університеті Квебеку у Монреалі він декілька разів подорожував до Індії, де він вивчав катхакалі, мистецтві, яке поєднує в собі танець і театр. Його твори пройняті цим індійським мистецтвом, яке, хоча і не є основним предметом, впливає на його творчість.
З-під його пера вийшло близько 30 книг. Його п'єси було відзначено безліччю нагород, поставлено в театрах різних країн і перекладено багатьма мовами — більше десятка, включаючи англійську, німецьку, італійську, іспанську і тамілську. У 2018 в перекладі Ростислава Нємцева виходить українська версія культового роману — «Помаранчевий сад» (фр. L'Orangeraie) («Видавництво Анетти Антоненко») — одного із найважливіших для квебекської літератури. Роман отримав премії: 
- Премія торговців книгами Квебеку
- Літературна премія колегіантів
- Літературна премія вчителів від Квебекської Асоціації,
- викладачів французької мови і Національної Асоціації книговидавців
- Літературні премії Книжкового салону в Саґне-Лак-Сен-Жан (Премія за роман і Премія читачів)
- Премія Міжнародної Асоціації квебекських студій–Швеція–Іспанія
- Премія Клубу Нездоланих (Бібліотека Монреаля)
- Фіналіст:
- Премія з літератури Генерал-губернатора Канади
- Премія Ринґета Квебекської Академії письменства
- Премія П'яти континентів.

Роман «L'Orangeraie» був виданий у 2013 році в Монреалі (Канада) і отримав позитивну оцінку критиків. Його поставили в театрі і  опублікували у 15 країнах. Це–напружена, драматична, філософська історія, яка нагадує одночасно і біблійну притчу і східну казку, хоч сам автор відкидає будь-які етнічні прив'язки. «Я хотів написати історію, — наголошує він, — схожу на байку, щоб показати оце пекельне замкнуте коло передачі ненависті й розірвати його. Тому для мене було визначальним не називати жодного регіону, жодної країни, щоб читач не ставав на чийсь бік з причин особистих, а радше міг замислитися над походженням етнічних конфліктів і їхніми жахливими наслідками».
Окрім написання художніх творів, Ларрі Трамблє викладав театральну гру та написання драматичних творів у Вищій Театральній школі Університету Квебека в Монреалі.
Живе в Канаді, в місті Монреаль (Квебек).

## Переклади українською мовою
ТРАМБЛЕ Ларрі. Помаранчевий сад. Роман /Переклад із французької Ростислава Нємцева. — Львів: Видавництво Анетти Антоненко, 2018. — 112 с. ISBN 978-617-7654-02-4